# 大谷工業
株式会社大谷工業（おおたにこうぎょう、英: OTANI KOGYO CO.,LTD.）は、東京都品川区西五反田に本社を置く鉄鋼製品メーカーである。

## 事業内容
- 配電・通信線用架線金物、ケーブルテレビ・防災無線用金物、鋲螺の製造・販売。
- 送電用・無線用鉄塔、屋外鉄構、架台、フェンスの設計・製造・販売。
- スタッドの製造・販売・施工。
- 監視カメラポールの設計・製造・販売・施工。
- 溶融亜鉛めっき加工。

## 沿革
- 1946年（昭和21年）- 2月、大谷重工業株式会社富山支社小杉製作所として創業。
- 1947年（昭和22年）- 6月、株式会社大谷工業小杉製作所として設立。
- 1954年（昭和29年）- 5月、社名を大谷工業株式会社と改称し、小杉研砥工業株式会社を吸収合併。
- 1959年（昭和34年）- 3月、東京工場を建設。
- 1970年（昭和45年）- 10月、本社をTOCビル内に移転。
- 1971年（昭和46年）- 2月、鹿沼工場を建設し、昭和電機製造株式会社を吸収合併。
- 1984年（昭和59年）- 3月、東京工場を鹿沼工場へ統合。
- 1988年（昭和63年）- 11月、日本証券業協会へ店頭登録。
- 1989年（平成元年）- 7月、本社をTOC北品川ビルに移転。
  - 9月、櫻井鐵工株式会社を合併し、社名を大谷櫻井鐵工株式会社と改称。
- 1996年（平成8年）- 10月、社名を株式会社大谷工業と改称。
- 1999年（平成11年）- 6月、鹿沼工場ISO9001認証取得。
  - 9月、富山工場ISO9001認証取得。
- 2004年（平成16年）- 12月、JASDAQ証券取引所に株式を上場。

## 工場・支店
- 富山工場 〒939-0351 富山県射水市戸破3456
- 鹿沼工場 〒322-0014 栃木県鹿沼市さつき町16-2 鹿沼工業団地
- 名古屋営業所 〒460-0008 愛知県名古屋市中区栄2-2-17 名古屋情報センタービル8F
- 大阪営業所 〒531-0072 大阪府大阪市北区豊崎5-6-2 北梅田大宮ビル8F

## 役員
2020年3月31日現在
- 代表取締役会長 大谷和彦
- 代表取締役副会長 芝﨑安宏
- 代表取締役社長 鈴木和也
- 取締役 竹内克彦
- 取締役 津澤明彦
- 取締役 中澤忠彦
- 取締役 菊明雄
- 取締役 大谷卓男
- 取締役 崎山喜代志
- 常勤監査役 山田晴彦
- 監査役 稲葉弘文
- 監査役 羽廣元和